# Rhamphorhynchus
 Rhamphorhynchus  („Schnabel-Schnauze“) war eine Gattung langschwänziger Flugsaurier aus dem Oberjura. Fossilien fand man am Tendaguru in Tansania, in England sowie im Nusplinger Plattenkalk in Württemberg und bei Solnhofen und Eichstätt im bayerischen Franken. In den bayerischen Plattenkalken ist Rhamphorhynchus der häufigste anzutreffende Flugsaurier. Einige der Exemplare sind so gut erhalten, dass die Flughaut noch zu erkennen ist. Wie bei allen ursprünglichen Formen besaß Rhamphorhynchus noch einen langen Schwanz, der durch Bänder versteift wurde und an seinem Ende ein rautenförmiges Hautsegel aufwies, das die Steuerung unterstützte.
Rhamphorhynchus trug im Oberkiefer 20 und im Unterkiefer 14 relativ große, nach vorne gerichtete Zähne, die bei geschlossenem Kiefer alternierend ineinander griffen. Ausgehend von dieser Bezahnung waren die meisten Arten vermutlich Fischfresser; bei einem Exemplar aus Solnhofen fanden sich noch Reste der letzten Fischmahlzeit.  Die Schädel der gefundenen Exemplare haben Längen zwischen 3 (R. longicaudus) und 19 Zentimetern (R. longiceps). Die Flügelspannweite liegt zwischen 40 Zentimetern und 1,75 Metern (R. longiceps).
2021 wurde über eine fossilen Fund erstmals in Chile berichtet.

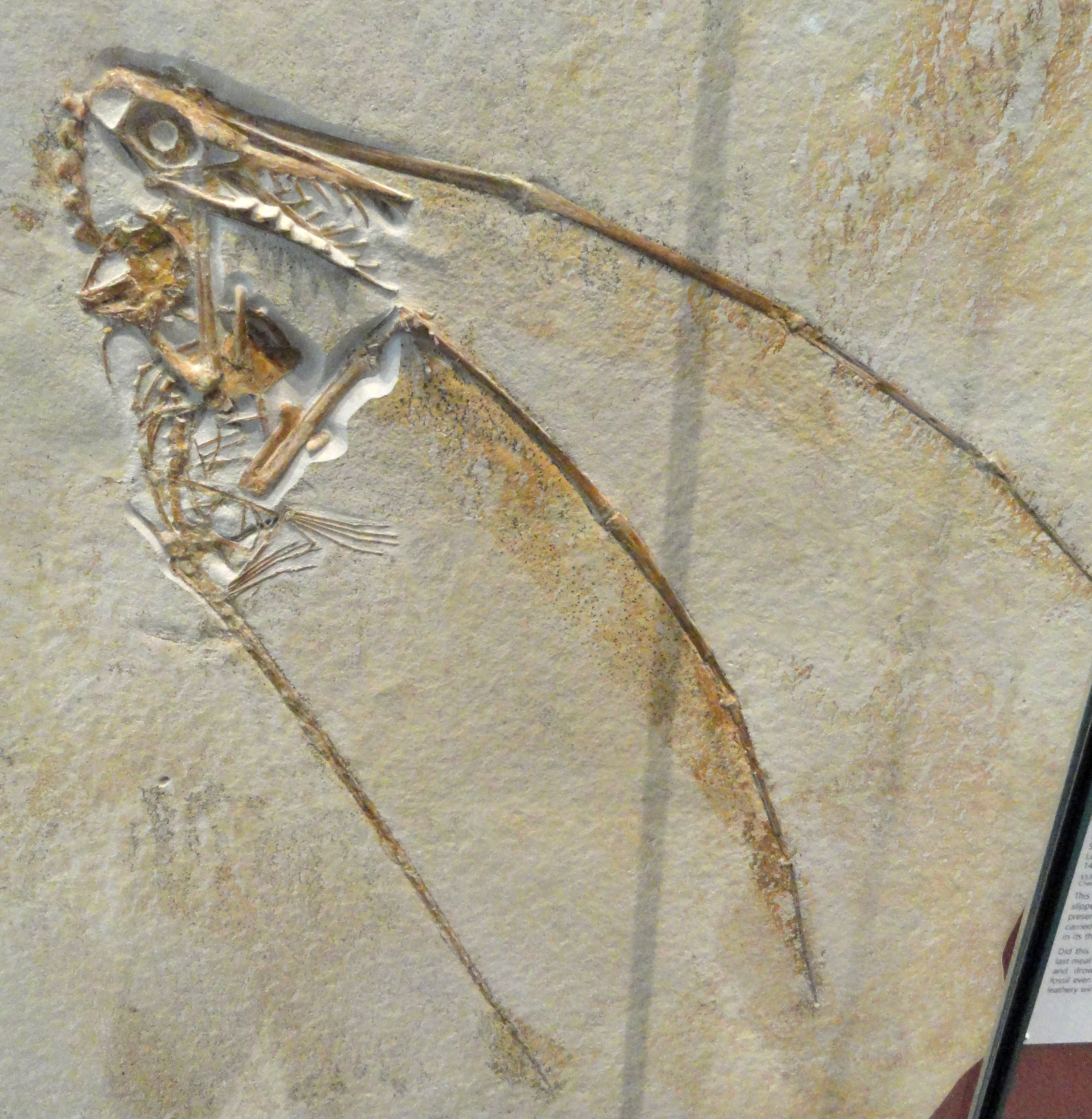
R. muensteri aus Solnhofen mit Abdrücken der Flughaut in situ
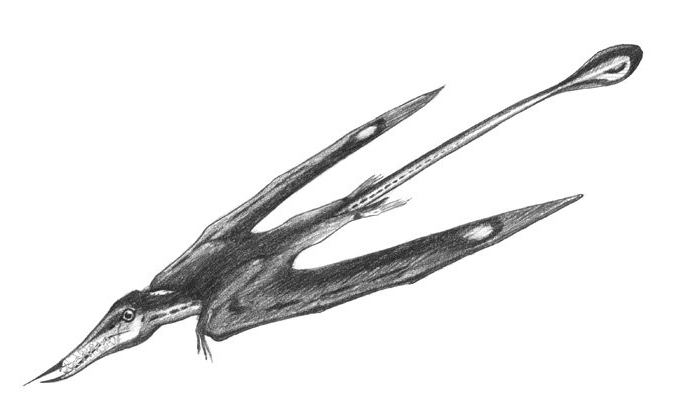
R. gemmingi, Lebendrekonstruktion
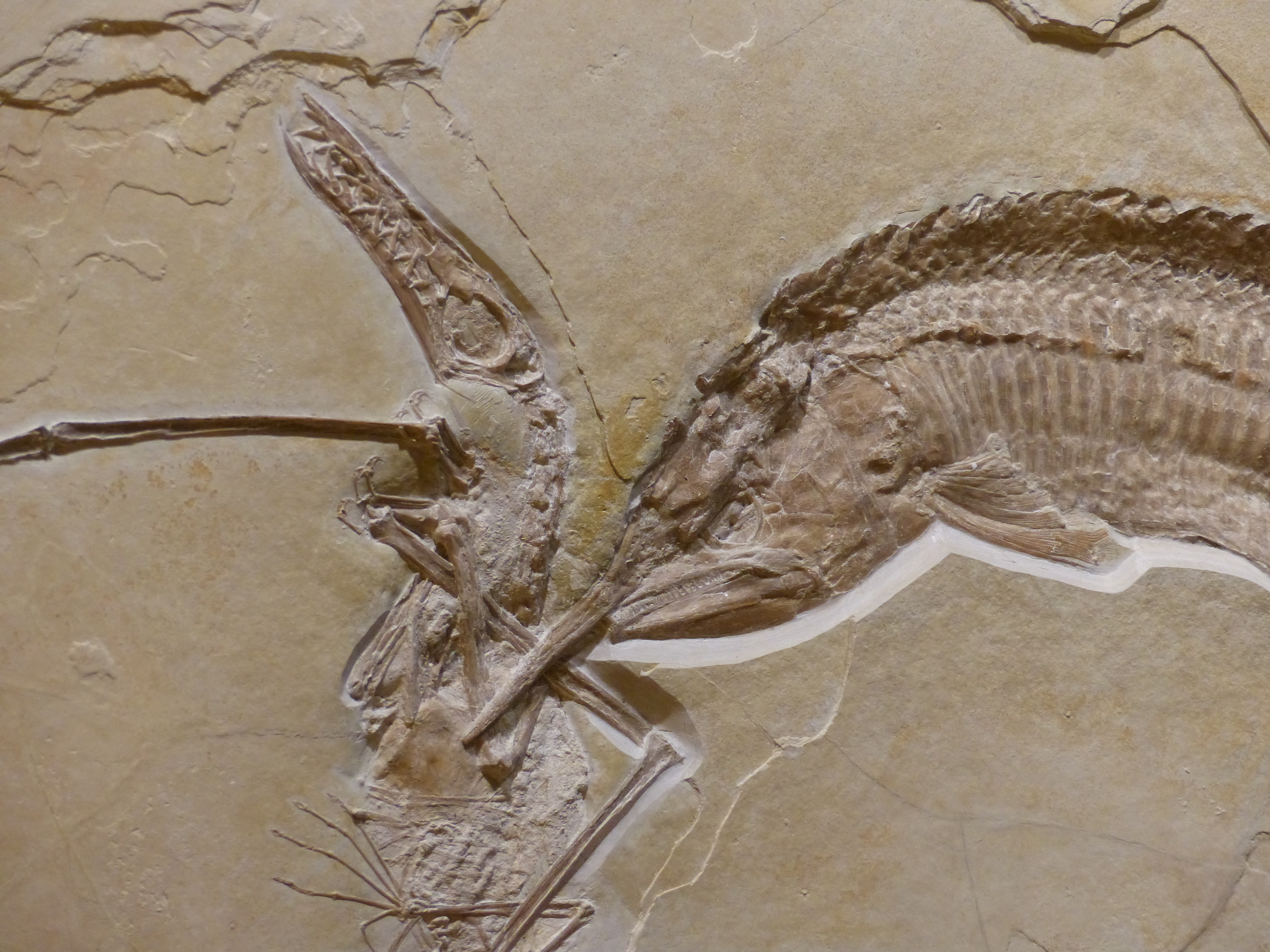
Ein Raubfisch der Gattung Aspidorhynchus fängt einen Rhamphorhynchus